# 陳振孫
陳振孫（1179年—1262年），初名瑗，字伯玉，號直齋，浙江安吉州（今浙江安吉縣）人，一作永嘉（今浙江溫州）人。南宋時期目錄學家。

## 生平
祖母為周行己之女。其母為乐清令李素之孙女。淳熙六年己亥（1179）出生，本名瑗，因避宋理宗赵昀之讳，故更名为振孙。其幼年好學，“嘗於《班書》志傳錄出諸詔，與紀中相附，以便覽閱”，嘉定元年（1208年）任傈水县教授，嘉定六年（1213年）補绍兴府教授。十一年（1218年），為浙江鄞縣教官，嘉定十四年（1221年）辛巳为南城县宰。寶慶二年（1226年）任興化軍（今福建莆田）通判。端平元年（1233年）除诸王宫大小学教授。端平三年（1236年）以朝散大夫知台州兼浙东提举。嘉熙元年（1237年）丁酉五月改知嘉兴府。嘉熙三年（1239年）调任浙西提举。淳祐四年（1244年）入京为国子监司业。官至户部侍郎。淳祐十年（1250年）庚辰以寶章閣待制致仕，家居修《吴兴人物志》。約卒於景定二年或三年（1262年）春。卒諡光祿大夫。有子陈造。《宋史》无传，事迹甚寥落。

## 著作
振孫幼時，家無積書，當官後遊歷四方，隨處搜訪，傳抄夾漈鄭氏、方氏、林氏和吳氏等藏書，累積藏書5萬餘卷。時人周密稱：“近年唯直齋陳氏書最多。”。又以20年的光陰撰成《直齋書錄解題》56卷，將歷代書籍分為53類，此書與晁公武的《郡齋讀書志》齊名。原書已佚，《永樂大典》曾採錄此書。另著有《吴兴人物志》、《氏族志》、《书解易解》、《书解》、《易解》、《系辞录》等，又編撰《长乐财赋志》十五卷、《秦隐君集》一
卷、《柳宗元集》一卷及《武元衡集》一卷等，皆佚。